# Le Journal du Pays basque
Le Journal du Pays basque ou JPB (dont le titre complet dans sa graphie originale est Le Journal du Pays basque - Euskal Herriko Kazeta) est un journal qui a paru au Pays basque français du 16 octobre 2001 au 21 décembre 2013. Essentiellement en langue française, il était édité par Baigura Communication SARL. Basé à l'origine à Bayonne, son siège social a ensuite été déplacé à Urrugne.

## Description
Le Journal du Pays basque a été créé pour offrir aux lecteurs une alternative au quotidien régional Sud Ouest, qui jouissait jusqu'en 2001 d'une situation de monopole. 
La plupart des articles étaient écrits en français, même si certains l'étaient en langue basque. La météo a toujours été en langue basque. De plus, le Journal du Pays basque - Euskal Herriko Kazeta publiait le jeudi un supplément gratuit, Mintza (langue), entièrement en basque.
Sa ligne éditoriale était proche des positions des abertzales au sens large. Il recouvrait aussi les principales informations de l'ensemble de l'Euskal Herria (Pays basque).
Le Journal du Pays basque ou JPB qui paraissait du mardi au samedi, a publié son numéro 2 000 le vendredi 10 juillet 2009 et fêté ses dix ans de publication avec son n° 2 576 du samedi 15 et dimanche 16 octobre 2011.